# Santa Maria in Vallicella (titre cardinalice)
Le titre cardinalice de Santa Maria in Vallicella est institué le 18 décembre 1937 par le pape Pie XI par la constitution apostolique Quum S. Thomae en Parione en remplacement du titre San Tommaso in Parione dont l'église de rattachement était délabrée.
Le titre cardinalice est attribué à un cardinal-prêtre et rattaché à l'église Santa Maria in Vallicella ou Chiesa Nuova située dans le rione Parione de Rome.

## Titulaires
- Vacance (1937-1946)
- Benedetto Aloisi Masella (1946-1948)
- Francesco Borgongini-Duca (1953-1954)
- Paolo Giobbe (1958-1972)
- James Robert Knox (1973-1983)
- Edward Bede Clancy (1988-2014)
- Ricardo Blázquez Pérez (2015-)

## Sources
- (it) Cet article est partiellement ou en totalité issu de l’article de Wikipédia en italien intitulé « Santa Maria in Vallicella (titolo cardinalizio) » (voir la liste des auteurs).